# Sarcophaga globovesica
Sarcophaga globovesica är en tvåvingeart som beskrevs av Ye 1980. Sarcophaga globovesica ingår i släktet Sarcophaga och familjen köttflugor. Inga underarter finns listade i Catalogue of Life.